# Raccomandazione dell'Unione europea
La raccomandazione, nell'ordinamento europeo, è una delle fonti del diritto prive di efficacia vincolante, diretta agli Stati membri e contenente l'invito a conformarsi ad un certo comportamento.
Le raccomandazioni sono in genere emanate dalle istituzioni comunitarie quando queste non dispongono del potere di emanare atti obbligatori o quando ritengono che non vi sia motivo di ricorrere a norme vincolanti.
Degli atti non vincolanti il Trattato non impone la pubblicazione sulla Gazzetta Ufficiale. Compare all'art. 288 TFUE (ex art. 249 TCE).
Anche nel diritto internazionale è prevista la raccomandazione, solitamente da parte di organizzazioni internazionali, anche in questo caso non vincolante.